# Williams International

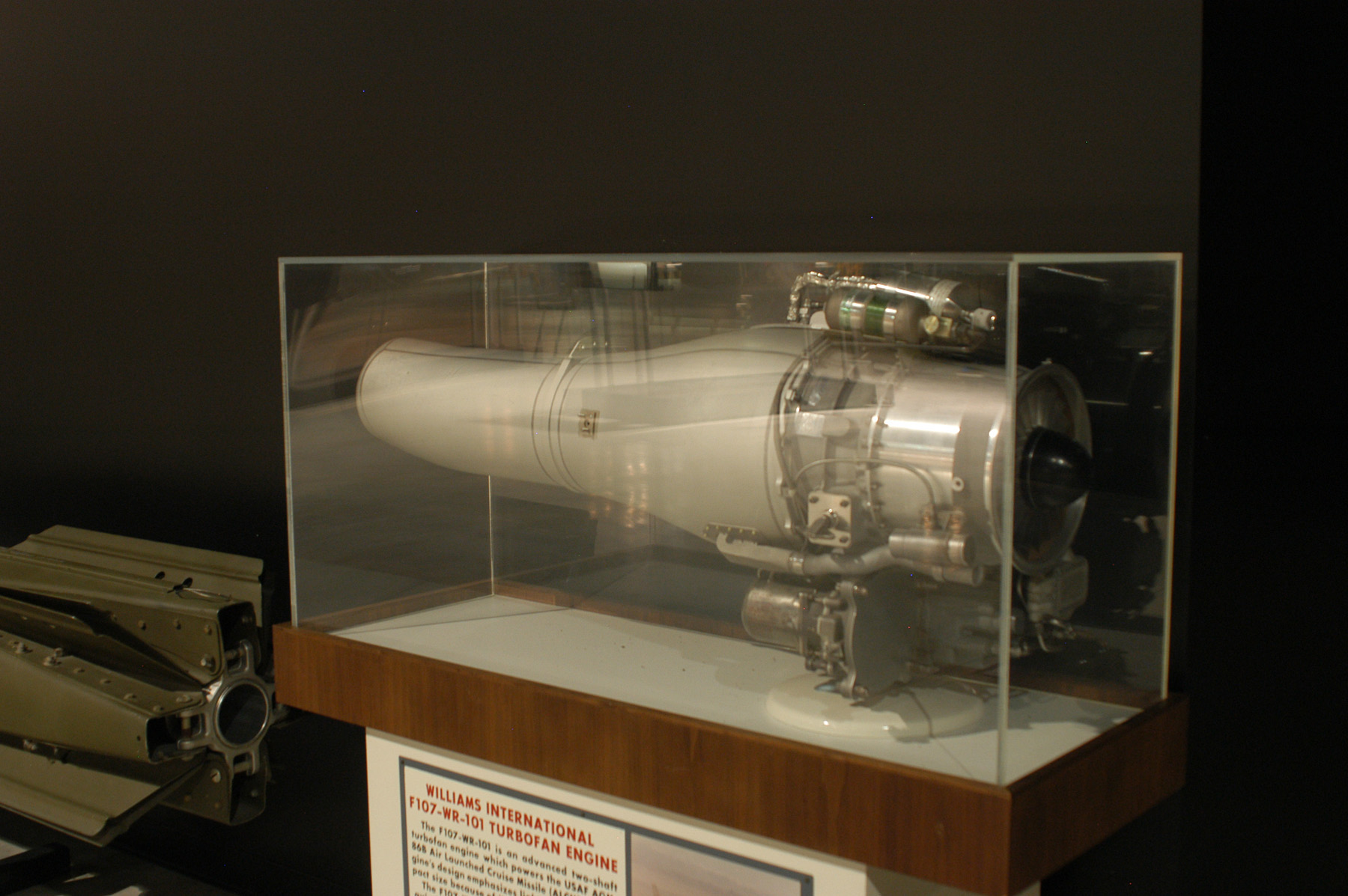
Silnik odrzutowy Williams F107 stosowany w pociskach manewrujących BGM-109 Tomahawk oraz AGM-86 ALCM/CALCM

Williams International – amerykański koncern przemysłowy produkujący niewielkie silniki odrzutowe wykorzystywane w odrzutowcach i pociskach samosterujących typu Cruise.  Siedziba koncernu, założonego w 1954 roku przez Sama B. Williamsa, mieści się w Walled Lake w stanie Michigan w Stanach Zjednoczonych.
W silnik wyprodukowany przez Williams International wyposażony był m.in. samolot Virgin Atlantic GlobalFlyer, na którego pokładzie w 2005 roku Steve Fossett wykonał samotny lot bez lądowania dookoła świata.